# Sauve
Sauve  (em occitano: Seuva ou Sauva) é uma comuna francesa na região administrativa de Occitânia, no departamento de Gard. Estende-se por uma área de 31,56 km². Em 2010 a comuna tinha 1 934 habitantes (densidade: 61,3 hab./km²).